# Rhynchozoon laterale
Rhynchozoon laterale är en mossdjursart som beskrevs av Harmer 1957. Rhynchozoon laterale ingår i släktet Rhynchozoon och familjen Phidoloporidae. Inga underarter finns listade i Catalogue of Life.